# استان خودگردان آدیغیه
استان خودگردان آدیغیه (به لاتین: Adyghe Autonomous Oblast) یکی از ابلاست‌های خودمختار اتحاد شوروی در اتحاد جماهیر شوروی سوسیالیستی است که در سرزمین قفقاز شمالی واقع شده بود. این استان خودگردان از سال ۱۹۲۲ تا ۱۹۹۱ میلادی وجود داشت.
استان خودگردان چرکس (آدیغیه) در ۲۷ ژوئیه ۱۹۲۲ در درون جمهوری فدراتیو سوسیالیستی روسیه شوروی در قلمروهای استان آزوف-دریای سیاه که عمدتاً توسط مردم آدیغیه ساکن شده بودند، تأسیس شد. در آن زمان کراسنودار مرکز اداری این استان بود. در ۲۴ اوت ۱۹۲۲، بی‌درنگ پس از ایجاد آن، به استان خودگردان آدیغیه (چرکس) تغییر نام داد. در ۲۴ اکتبر ۱۹۲۴، بخشی از سرزمین قفقاز شمالی شد. این استان در ژوئیه ۱۹۲۸ به استان خودگردان آدیغیه تغییر نام داد. در ۱۰ ژانویه ۱۹۳۴، این استان خودگردان بخشی از سرزمین جدید آزوف-دریای سیاه شد که از منطقه قفقاز شمالی جدا شد. شهر مایکوپ و مناطق اطراف آن به استان آدیغیه افزوده شد و مایکوپ مرکز اداری این استان خودمختار در سال ۱۹۳۶ تعیین شد. استان خودگردان آدیغیه زمانی که در ۱۳ سپتامبر ۱۹۳۷ تأسیس شد بخشی از منطقه کراسنودار شد.
در ۲۸ آوریل ۱۹۶۲، ناحیه تولا در سرزمین کراسنودار، به این استان افزوده شد و منطقه خودگردان به شکل کنونی آن درآمد.
در ۳ ژوئیه ۱۹۹۱، این استان خودگردان به وضعیت جمهوری تحت صلاحیت فدراسیون روسیه ارتقا یافت و به جمهوری آدیغیه تغییر نام داد.